# Christopher Nolan
Christopher Jonathan James Nolan, britansko-ameriški filmski režiser, scenarist in producent, * 30. julij 1970, London, Združeno kraljestvo.
Je eden najdonosnejših režiserjev v zgodovini, s tem pa tudi eden najslavnejših in najvplivnejših filmskih ustvarjalcev svojega časa.

## Filmografija
- Following (1998)
- Memento (2000)
- Insomnia (2002)
- Batman: Na začetku (Batman Begins; 2005)
- Skrivnostna sled (The Prestige; 2006)
- Vitez teme (The Dark Knight; 2008)
- Izvor (Inception; 2010)
- Vzpon Viteza teme (The Dark Knight Rises; 2012)
- Medzvezdje (Interstellar; 2014)
- Dunkirk (2017)
- Tenet (2020)
- Oppenheimer (2023)